# Sandra Smith
Sandra Kaye Smith (Chicago, 22 settembre 1980) è una conduttrice televisiva statunitense.

## Biografia
Sandra Smith è originaria di Wheaton, un sobborgo di Chicago, nell'Illinois. Ha frequentato l'Illinois State University e la Louisiana State University a Baton Rouge, dove praticava la corsa in piano e ad ostacoli.

## Carriera
Sandra ha iniziato la propria carriera come ricercatrice associata con Aegis Capital Group. Ha poi lavorato per Hermitage Capital Management sempre in ambito finanziario. Sandra fu in seguito assunta dal Terra Nova Institutional come direttrice delle vendite e del commercio a Chicago. Successivamente lavorò come giornalista finanziaria per Bloomberg TV. Nell'ottobre 2007 fu assunta da Fox Business come reporter, con apparizioni durante i programmi di Fox News Channel. Nell'aprile 2014 ha iniziato a collaborare ad Outnumbered su Fox News, discutendo di notizie attuali e argomenti culturali insieme a Megan McCain e Harris Faulkner. Ha lasciato il programma nel 2018 per condurre America's Newsroom (in onda durante la settimana dalle 9:00 alle 12:00 a.m.) insieme a Bill Hemmer e (dal gennaio 2020). Nel 2016 ha moderato due dibattiti presidenziali insieme a Trish Regan.